# Radha Mitchell
Pour les personnes ayant le même patronyme, voir Mitchell.
Radha Mitchell est une actrice, réalisatrice, scénariste et productrice australienne, née le 12 novembre 1973 à Melbourne.

## Biographie

### Enfance et formation
Radha Rani Ambre Indigo Ananda Mitchell est née le 12 novembre 1973 à Melbourne. Sa mère, Adriana Mitchell, est mannequin devenue créatrice de mode, tandis que son père, Norman Mitchell, est cinéaste ; le couple a divorcé quand elle était jeune. Son prénom Radha ( Sanskrit राधा) provient de la foi hindoue. Les autres parties de son nom Rani (रानी - reine) et Ananda (आनन्द - joie) proviennent également d'origines similaires. Elle a fréquenté le Grammar School de St Michael à St Kilda à Victoria. Elle s'est ensuite inscrite à l' Université de Swinburne, avec l'idée de devenir psychologue. Au lieu de cela, elle a obtenu son BA en littérature et études des médias.

### Carrière
Elle commence sa carrière à la télévision, notamment dans la série à succès Neighbours, avant de suivre des études de psychologie et de cinéma.
Elle accède à la notoriété en 1998 avec High Art, film indépendant très remarqué dans lequel elle incarne une ambitieuse journaliste qui tombe amoureuse de sa voisine.
Désormais installée à Los Angeles, la comédienne aux goûts éclectiques alterne premiers rôles dans des productions indépendantes (Pitch Black) et seconds rôles dans des blockbusters (Phone Game).
Après s'être essayée à la réalisation avec le court-métrage Four Reasons en 2002, elle donne la réplique à Denzel Washington dans Man on Fire et à Johnny Depp dans Neverland.
En 2004, Woody Allen lui offre le (double) rôle-titre de Melinda et Melinda, un film qui, en mêlant comédie et drame, lui permet de montrer l'étendue de son répertoire. Elle enchaîne avec Silent Hill, adaptation du célèbre jeu vidéo par Christophe Gans, dont le casting principal réunit également Laurie Holden, Deborah Kara Unger et Sean Bean.
Depuis, elle obtient des rôles importants dans les films Solitaire, Festin d'amour, Les Orphelins de Huang Shui et The Code.

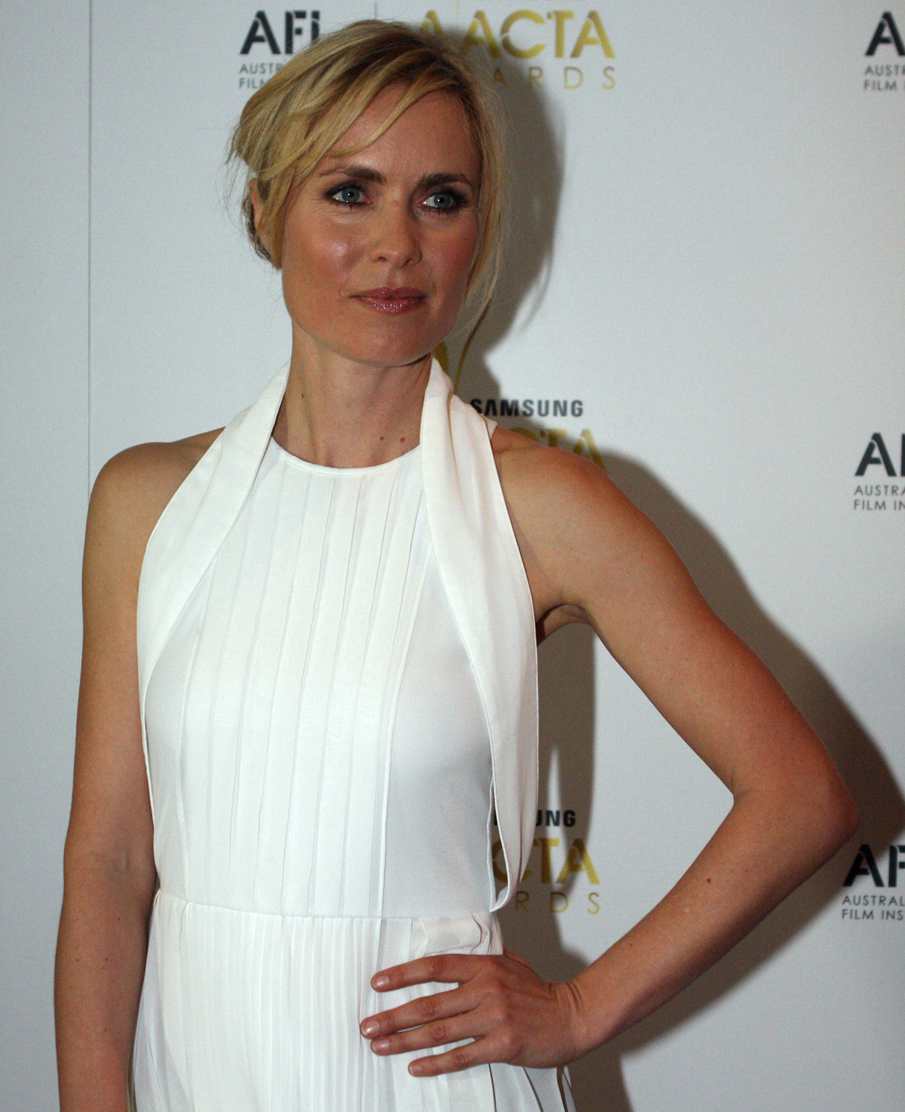
L'actrice en 2012.

En 2009, elle est l'équipière de Bruce Willis dans le thriller d'anticipation Clones.
Le 14 juin 2018, elle a accepté de jouer Leslie l'un des rôles principaux du film dramatico-romantique 2 Hearts réalisé et produit par Lance Hool aux côtés de Jacob Elordi, Adan Canto et Tiera Skovbye. Le film est basé sur les histoires vraies de Christopher Mark Gregory et de Leslie et Jorge Bacardi, de la célèbre société familiale du rhum Bacardí.  

### Vie privée
Radha Mitchell est végétarienne et pratique le yoga.
Elle s’est dite disposée à adopter un enfant.
Elle est une cousine de l'actrice Penelope Mitchell.

## Filmographie

### Comme actrice

#### Cinéma
- 1996 : Love and Other Catastrophes d'Emma-Kate Croghan : Danni
- 1998 : High Art de Lisa Cholodenko : Syd
- 1998 : Cleopatra's Second Husband de Jon Reiss : Sophie
- 1999 : Sleeping Beauties de Jamie Babbit : Cindy
- 1999 : Kick de Lynda Heys : Tamara Spencer
- 2000 : Everything Put Together de Marc Forster : Angie
- 2000 : Pitch Black de David Twohy : Carolyn Fry
- 2001 : Nobody's Baby de David Seltzer : Shauna Louise
- 2001 : Route sans issue (When Strangers Appear) de Scott Reynolds : Beth
- 2002 : Dead Heat de Mark Malone : Charlotte
- 2002 : Ten Tiny Love Stories de Rodrigo Garcia : One
- 2002 : Phone Game de Joel Schumacher : Kelly Shephard
- 2002 : Four Reasons de Radha Mitchell : Fille
- 2003 : Visitors de Richard Franklin : Georgia Perry / Carolyn, jeune
- 2004 : Man on Fire de Tony Scott : Lisa Martin Ramos
- 2004 : Neverland de Marc Forster : Mary Ansell Barrie
- 2004 : Melinda et Melinda (Melinda & Melinda) de Woody Allen : Melinda Robicheaux
- 2005 : Crazy in Love (Mozart and the Whale) de Petter Næss : Isabelle Sorenson
- 2006 : Silent Hill de Christophe Gans : Rose Da Silva
- 2007 : Pu-239 (The Half Life of Timofey Berezin) de Scott Z. Burns : Marina
- 2007 : Festin d'amour (Feast of Love) de Robert Benton : Diana Croce
- 2007 : Solitaire (Rogue) (Eaux troubles en version DVD française) de Greg McLean : Kate Ryan
- 2008 : Henry Poole (Henry Poole is Here) de Mark Pellington : Dawn Stupek
- 2008 : Les Orphelins de Huang Shui (The Children of Huang Shui) de Roger Spottiswoode : Lee Pearsons
- 2008 : What We Take from Each Other de Scott Z. Burns : la briseuse de cœurs
- 2009 : The Code (Thick as Thieves) (The Code en version DVD française) de Mimi Leder : Alex
- 2009 : The Waiting City de Claire McCarthy : Fiona Simmons
- 2009 : Clones (Surrogates) de Jonathan Mostow : agent Peters
- 2010 : The Crazies de Breck Eisner : Judy
- 2011 : Fugly! d'Alfredo De Villa : Lara
- 2011 : Silent Hill: Revelation 3D de  Michael J. Bassett : Rose Da Silva
- 2012 : Evidence d'Olatunde Osunsanmi : le détective Burquez
- 2013 : Suspect : Allie Halcombe
- 2013 : La Chute de la Maison Blanche (Olympus Has Fallen) d'Antoine Fuqua : Leah
- 2013 : Bird People de Pascale Ferran : Elisabeth Newman
- 2015 : 6 Miranda Drive de Greg McLean : Bronny taylor
- 2015 : La Chute de Londres (London Has Fallen) de Babak Najafi : Leah
- 2015 : Looking for Grace de Sue Brooks
- 2016 : The Darkness de Greg McLean
- 2016 : Le rituel du 9e jour : L'affaire Tora Hamilton de Peter A. Dowling
- 2017 : Le Chemin du pardon (The Shack) de Stuart Hazeldine : Nan Phillips
- 2018 : Sweet Seventies (Swinging Safari)  de Stephan Elliott : Jo Jones
- 2020 : 2 Hearts de Lance Hool : Leslie
- 2020 : Dreamkatcher de Kerry Harris : Gail
- 2020 : Run Hide Fight
- 2021 : Asking for It de Eamon O'Rourke : Sal
- 2022 : Girl at the Window de Mark Hartley
- 2022 : Blueback : Une amitié sous-marine (Blueback) de Robert Connolly : Dora Jackson
- 2022 : Devil's Workshop de Chris von Hoffmann : Eliza
- 2023 : Worlds Apart : Life Upside-Down de Cecilia Miniucchi : Clarissa Cranes

#### Télévision
- 1990 : Sugar and Spice (série TV) : Pixie Robinson
- 1992-1993 : All Together Now (série TV) : Jodie (6 épisodes)
- 1993 : Phoenix (série TV) :  Joanna (1 épisode)
- 1993 : Law of the Land (série télévisée) : Alicia Miles
- 1994 : Les Voisins (Neighbors) (série télévisée) : Cassandra Rushmore (6 épisodes)
- 1994 : Blue Heelers (série télévisée) : Sally Ann Williams (1 épisode)
- 1995 : Halifax - Les Fantômes du passé (Halifax f.p: My Lovely Girl) (TV) : Sarah
- 1996-1997 : Les Voisins (Neighbors) (série télévisée) : Catherine O'Brien (44 épisodes)
- 1996 : Blue Heelers (série télévisée) : Nerida Davidson (2 épisodes)
- 1998 : The Chosen (TV) : Sarah Gordon
- 2000 : Mariages et cœurs brisés (Cowboys and Angels), de Gregory C. Haynes (TV) : Jo Jo
- 2001 : 1943 l'ultime révolte (Uprising) (TV) : Mira Fuchrer
- 2010 : The Quickening (TV) : Maggie Bird
- 2013 : Red Widow (TV) : Marta Walraven
- 2018 : The Romanoffs de Matthew Weiner (série télévisée) : Victoria Hayward
- 2020 : New York, unité spéciale (saison 21, épisode 15) : Luna Prasada

### Comme réalisatrice
- 2002 : Four Reasons

### Comme scénariste
- 2002 : Four Reasons

### Comme productrice
- 2000 : Everything Put Together
- 2009 : The Waiting City

## Voix françaises
En France, Rafaèle Moutier est la voix française régulière de Radha Mitchell depuis le film Melinda et Melinda en 2004.
Au Québec, Camille Cyr-Desmarais est la voix québécoise régulière de l'actrice.
En France
| - Rafaèle Moutier dans : - Melinda et Melinda - Silent Hill - Pu-239 - Solitaire - Festin d'amour - Les Orphelins de Huang Shui - Henry Poole - The Code - Silent Hill: Revelation 3D - La Chute de la Maison Blanche - Suspect - La Chute de Londres - Le rituel du 9e jour : L'affaire Tora Hamilton (téléfilm) - The Darkness - 2 Hearts | - Catherine Le Hénan dans : - Phone Game - Man on Fire et aussi - Stéphanie Lafforgue dans 1943, l'ultime révolte (téléfilm) - Laurence Dourlens dans Route sans issue - Laura Préjean dans Pitch Black - Marie Donnio dans Neverland - Colette Sodoyez dans The Crazies - Marjorie Frantz dans Clones - Déborah Perret dans Longmire (série télévisée) |

Au Québec
| - Camille Cyr-Desmarais dans : - Voyage au pays imaginaire - Mozart et la baleine - Féroce - Festin d'amour - Le Code - Clones - Les Détraqués - Assaut sur la Maison-Blanche - Assaut sur Londres - 2 Cœurs | - Sophie Léger dans Alerte noire - Annie Girard dans Bébé entre amis (en) |